# 新青年 (日本杂志)
《新青年》是一份日本雜誌，創刊於1920年（大正9年）1月1日，1950年停刊。由博文館發行，杂志的读者目标为青年人，由創刊人森下雨村擔任編輯。主要刊載海外推理小說（偵探小說）深獲好評，並鼓勵有志於從事推理創作的新人投稿，培育許多日本知名的推理小說作家，例如江戶川亂步、橫溝正史、夢野久作等人，都是在《新青年》雜誌嶄露頭角，躍登日本文壇。在第二次世界大戰爆發以前，日本推理小說的本格派作品呈現百花齊放的光景，由於引動這波風潮的作家多半以《新青年》作為發表園地，因此稱之為「新青年時期」。

## 外部連結
- （日語）大宅壯一文庫